# Кубань (вспомогательный крейсер)
Кубань — вспомогательный крейсер Второй Тихоокеанской эскадры.

## История

### Пассажирский лайнер
В октябре 1887 года кампания HAPAG заключила с кампанией Vulcan AG контракт на строительство пассажирского лайнера, первого германского корабля в своем классе. Судно было заложено под стапельным номером 183 и поначалу именовалось Normannia. Однако ещё на стапеле название поменяли на Augusta Victoria — в честь супруги кайзера Вильгельма II, — не заметив, что в написание имени вкралась ошибка.
1 декабря 1888 года лайнер спустили на воду, 24 апреля 1889 года передали заказчику, и с 10 по 18 мая он совершил свой первый трансатлантический рейс по маршруту Гамбург-Саутгемптон-Нью-Йорк. C 22 января 1891 года в зимний период лайнер первым из судов компании начал совершать круизные рейсы по тому же маршруту, но с заходом в Средиземное море. Он оставался на этой линии до 22 октября 1896 года. С 15 марта 1894 года лайнер также эксплуатировался на зимнем маршруте Генуя-Неаполь-Гибралтар-Нью-Йорк.
Осенью 1896 года лайнер встал на капитальный ремонт в Белфасте на верфи Harland & Wolff. В ходе ремонта была увеличена длина корпуса судна (до 163,1 м) и снята грот-мачта. Грузоподъемность лайнера выросла до 8479 брт. По окончании ремонта в 1897 году была исправлена ошибка в названии судна — Auguste Victoria. 29 апреля 1897 года судно вновь вышло в море, а с 3 июня 1897 года вернулось на линию Гамбург-Саутгемптон-Нью-Йорк.
8 апреля 1903 года лайнер отправился в последний зимний круиз, а 16 января 1904 года в последний раз вышел из Гамбурга в Нью-Йорк.

### Вспомогательный крейсер
В апреле 1904 года российское правительство приобрело лайнер с целью использования его для крейсерской службы на океанских коммуникациях. 4 мая в Либаве он был принят комиссией Порта Александра III. На судне подняли флаг Добровольного флота. 10 мая было подписано Высочайшее решение о зачислении судна в списки Русского императорского флота со дня приема в казну.
После ремонта, установки вооружения и переоборудования, решением Адмиралтейств-Совета от 28 мая лайнер с 15 мая был зачислен в списки Добровольного флота под именем «Кубань» в качестве корабля 2-го ранга. Крейсер был приписан к 6-му флотскому экипажу, его командиром назначили капитана 2-го ранга Хомутова.
5 июля корабль ввели в сухой док для ремонтных работ на донной части корпуса. Вечером 12 июля при наполнении дока корабль начал крениться на левый борт, в результате чего вода через незадраенные иллюминаторы и угольные порты затопила нижние помещения, и корабль лег на дно дока с креном 23°. После того, как отверстия были задраены, началась откачка воды, и 15 июля в 12.30 корабль всплыл с креном 13°, а на следующий день был  окончательно поставлен на ровный киль.
Крейсер был включён в состав Второй эскадры Тихого океана. 21 мая 1905 года был выделен из эскадры для несения крейсерской службы у берегов Японии на торговых коммуникациях в Иокогаму из Ванкувера, Сан-Франциско и Гонолулу с целью отвлечения части сил японского флота. С 26 мая крейсировал на расстоянии 90-130 миль от Токийского залива, досмотрев за это время два парохода (германский «Сурабайя» и австрийский «Ландрома»), на которых не было обнаружено контрабанды. 5 июня, прекратив операцию ввиду недостатка угля, ушел в Камрань для пополнения запасов. По прибытии получил сведения о гибели 2-й эскадры, после чего перешёл в Сайгон и, приняв уголь, направился в Россию.
Был разобран на металлолом в Штеттине.

## Командиры
- капитан 2-го ранга Хомутов, Анатолий Илиодорович
- капитан 2-го ранга Маньковский, Николай Степанович
- капитан 2-го ранга Мусоргский, Георгий Филаретович